# DEQ (Інкотермс)
Постачання з причалу (назва порту призначення) (англ. DEQ — Delivered Ex Quay (… named port of destination)) — термін Інкотермс, що був скасований з 1 січня 2011.
Означає, що продавець виконав свої обов'язки щодо постачання, коли товар, що не пройшов митного очищення для імпорту, наданий у розпорядження покупця на причалі (набережній) у названому порту призначення. Продавець несе всі витрати та ризики, пов'язані з доставкою товару до названого порту призначення та розвантаженням товару на причал (набережну). Термін DEQ покладає на покупця обов'язок здійснити митне очищення товару для імпорту та сплату всіх податків, мит і інших зборів і витрат, якими супроводжується імпорт товару.
Це правило становить відхід від попередніх версій «Інкотермс», які покладали обов'язки щодо митного очищення товару для імпорту на продавця. Якщо сторони бажають включити у зобов'язання продавця сплату всіх або частини витрат, що підлягають сплаті при імпорті товару, сторони повинні включити чітке застереження про це у договір купівлі-продажу.
Цей термін може застосовуватися виключно у випадках доставки товару морським або внутрішнім водним транспортом чи то в змішаних перевезеннях, коли товар вивантажується з судна на причал (набережну) в порту призначення. Однак, якщо сторони бажають покласти на продавця витрати й ризики, пов'язані з переміщенням товару з причалу до іншого місця (складу, терміналу, транспортної станції тощо) у порту або за межами порту, слід застосовувати термін DDU або DDP.